# Засмречинський потік
Засмречинський потік (словац. Zasmrečinský potok) — річка в Словаччині, ліва притока Б'єлого Вагу, протікає в округах Попрад і Ліптовський Мікулаш.
Довжина приблизно 4.8-5.4 км. Витік знаходиться в масиві Високі Татри (геоморфологічна підодиниця Татранське передгір'я); на висоті близько 1155 метрів.
Протікає територією сіл Штрба (частина Штрбське Плесо) і Важец. Впадає у Б'єлий Ваг на висоті приблизно 845—850 метрів.